# Bomba elettromagnetica

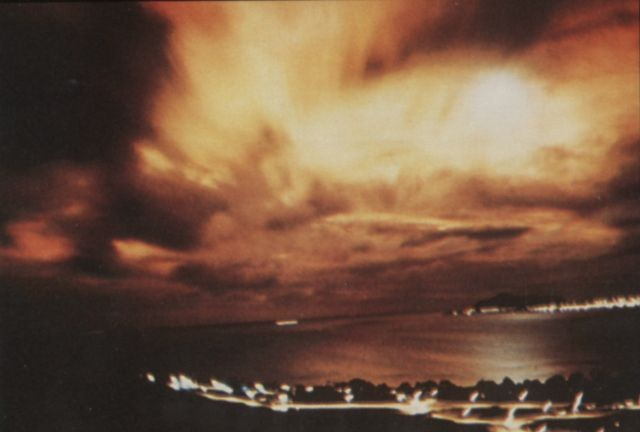
L'aurora artificiale di sette minuti vista ad Honolulu e creata durante l'esperimento Starfish Prime, una esplosione nucleare nell'alta atmosfera realizzata nel corso dell'operazione Dominic il 9 luglio 1962

Una bomba elettromagnetica, o bomba E, è un'arma progettata per mettere fuori uso i componenti elettronici in un vasto raggio di azione mediante un impulso elettromagnetico.

## Storia

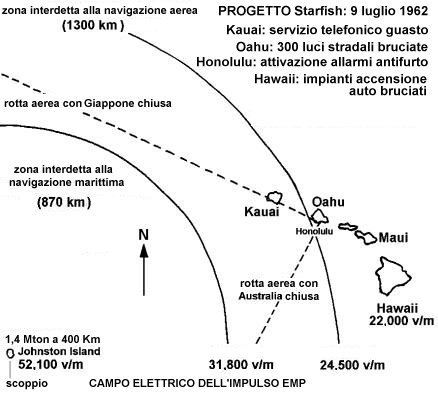
Effetti indotti dell'esplosione nucleare Starfish del 9 luglio 1962 sulle isole Hawaii distanti oltre 1300 km dal sito della detonazione

L'impulso elettromagnetico, o EMP (electromagnetic pulse), fu osservato estensivamente per la prima volta durante gli esperimenti nucleari della serie Fishbowl, comprendenti i test Starfish, Checkmate, Bluegill e Kingfish condotti all'inizio degli anni sessanta che consistevano in esplosioni nucleari nell’alta atmosfera. Durante queste detonazioni si verificò la generazione di un forte impulso elettromagnetico che si propagò in tutte le direzioni come un'onda d'urto e con una intensità che inizialmente era stata sottostimata.
Questa onda d'urto elettromagnetica fu in grado di indurre elevate correnti nei dispositivi elettrici e elettronici anche posti a notevoli distanze. I picchi di corrente in alcuni casi furono di entità tale da generare il calore sufficiente a portare a temperatura di fusione i circuiti o a interrompere i fusibili. Si dimostrò, quindi, la potenziale capacità di ottenere pesanti danni su vasti territori, pur senza causare direttamente perdite di vite umane, ma rendendo inefficienti i sistemi elettrici ed elettronici.
I resoconti più completi si hanno sugli effetti sperimentati sulle isole Hawaii nel caso della esplosione Starfish Prime, un test nucleare in cui si fece esplodere a 400 km di quota una testata da 1,4 Mton il 9 luglio 1962. Gli effetti EMP furono evidenti anche a oltre 1.300 km di distanza e le misurazioni portarono a una prima comprensione del fenomeno.

## Descrizione

### Teoria
Questo intenso flusso di energia elettromagnetica può essere generato per effetto Compton o fotoelettrico. In entrambi i casi si può avere generazione di elettroni ad alta energia ed è ipotizzabile l'impiego di ordigni esplosivi in grado di sfruttare questi fenomeni fisici stimolando l'emissione di elettroni dei materiali di cui sono costituiti o dei mezzi circostanti. Gli intensi campi elettrici e magnetici risultanti possono accoppiarsi con gli apparati elettrici o elettronici circostanti creando extracorrenti o picchi di tensione in grado di danneggiare i circuiti. Normalmente questo tipo di effetti associati alle esplosioni è nascosto dagli effetti della deflagrazione nel caso di esplosioni convenzionali, ma è più evidenziabile in raggi di azione molto più vasti nel caso di detonazioni nucleari o di ordigni progettati specificamente per generare una “onda d'urto elettromagnetica”.

### Analisi
I componenti soggetti a questo tipo di danni sono (elencandoli in ordine decrescente di vulnerabilità):
1. circuiti integrati (IC), processori (CPU), componenti a base silicio in genere;
2. transistor;
3. valvole termoioniche;
4. induttori e motori.

Di conseguenza la tecnologia a transistor è più vulnerabile, mentre le vecchie apparecchiature a valvole potrebbero sopravvivere a questi attacchi. Comunque studi successivi hanno meglio caratterizzato la suscettibilità all'EMP dei dispositivi a semiconduttori verificando diverse sensibilità. Come risultato si è verificato che i circuiti integrati con tecnologia bipolare sono più resistenti rispetto a quelli utilizzanti tecnologie FET e specialmente MOSFET.
Per proteggere i circuiti elettronici più importanti si può fare ricorso a dedicate schermature.

### Sviluppi

I quattro tipi principali di impiego degli ordigni nucleari: 1. atmosferico, 2. sotterraneo, 3. alta atmosfera, 4. subacqueo.

L'Unione Sovietica aveva condotto ricerche significative mirate a sviluppare e produrre ordigni nucleari da utilizzare nell'alta atmosfera e venne di seguito imitata dagli Stati Uniti e dal Regno Unito. Al termine degli studi, solo i sovietici produssero quantità significative di questo tipo di testate, la maggior parte delle quali fu comunque radiata in osservanza degli accordi sul controllo degli armamenti dell'epoca Reagan. Un indizio che l'impiego di bombe elettromagnetiche venisse attentamente considerato si può trarre da un episodio della guerra fredda. Nel settembre 1976 un pilota sovietico defezionò atterrando con un MiG-25 in Giappone. Gli esperti occidentali che esaminarono il velivolo rilevarono che l'elettronica di bordo era basata su valvole termoioniche ed i relativi apparati erano schermati da gabbie di Faraday. In altre parole: i progettisti sovietici erano ben coscienti del pericolo dell'impulso elettromagnetico ed avevano adattato i propri sistemi d'arma a tale eventualità.
Le armi nucleari specializzate nella produzione di EMP appartengono alla terza generazione di armi nucleari.
Le armi elettromagnetiche sono ancora essenzialmente ad alto livello di classifica di segretezza, ma gli analisti militari e gli esperti generalmente ipotizzano che le bombe-E utilizzino sorgenti con generatori a compressione esplosiva del flusso. Secondo alcune fonti, la U.S. Navy ha utilizzato bombe elettromagnetiche sperimentali durante la guerra del Golfo del 1991. Questo tipo di bomba era armato con dispositivi che convertivano l'energia degli esplosivi convenzionali in un impulso elettromagnetico. La CBS News ha riferito dell'utilizzo di una bomba-E sulla TV irachena durante la guerra in Iraq del 2003, ma la notizia non è stata confermata da fonti ufficiali.
Le forze armate statunitensi stanno esaminando anche i transient elecromagnetic device (TED) o "dispositivi elettromagnetici transienti". Consistono in dispositivi che emettono un impulso elettromagnetico generato durante il fenomeno elettrico definito transitorio. L'energia verrebbe liberata grazie a transitori della durata progettata dell'ordine di picosecondi. I TED utilizzerebbero ruttori a scintillazione a bagno d'olio o in gas inerti come quelli impiegati negli impianti elettrici ad alta tensione. Gli studi statunitensi sono particolarmente mirati a valutare il potenziale delle bombe E come arma anti-computer.